# Libnotes semperi
Libnotes semperi är en tvåvingeart som beskrevs av Osten Sacken 1882. Libnotes semperi ingår i släktet Libnotes och familjen småharkrankar.
Artens utbredningsområde är Filippinerna. Inga underarter finns listade i Catalogue of Life.